# غيرموند إغن
غيرموند إغن (بالنرويجية البوكمول: Gjermund Eggen)‏ هو متزحلق نرويجي، ولد في 5 يونيو 1941 في Engerdal ‏ في النرويج، وتوفي في 6 مايو 2019 في إلفروم في النرويج.

## وصلات خارجية
- غيرموند إغن على موقع الاتحاد الدولي للتزلج (التزلج الريفي) (الإنجليزية)
- غيرموند إغن على موقع اللجنة الأولمبية الدولية (الإنجليزية)
- غيرموند إغن على موقع أوليمبيديا (الإنجليزية)
- غيرموند إغن على موقع ديسكوغز (الإنجليزية)